# 李俊

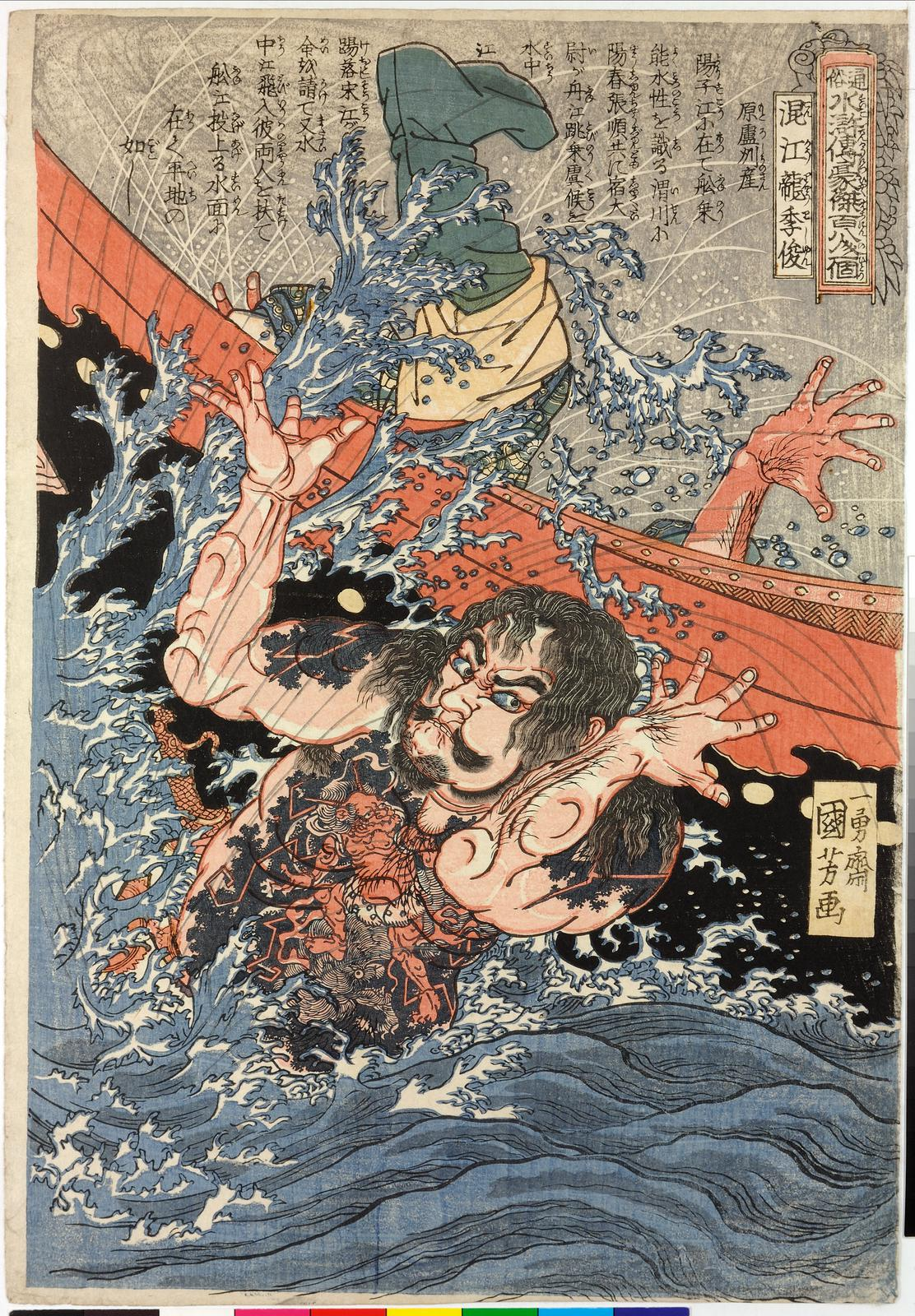
李俊

李 俊（り しゅん）は、中国の小説で四大奇書の一つである『水滸伝』の登場人物。
梁山泊第二十六位の好漢。天寿星の生まれ変わり。渾名は混江龍（こんこうりゅう）で、長江を掻き回す龍という意味。長身で、立派な風采の男。子分格に童威、童猛、李立がおり、張横、張順兄弟、穆弘、穆春兄弟とは縄張りを接する兄弟分である。｢霜鋒」という銘剣を所持している。水泳の達人で、その腕前を生かして、敵の船底に鑿を使って穴を空け、そこから浸水させて敵を壊滅状態に持ち込む。知恵も優れており、人望も厚かったため梁山泊入山後は水軍の総帥になる。天罡星の中ではそれ程高い地位ではないが、元来水郷である梁山泊に於いて戦闘、輸送の要となる水軍は大きな地位を占めており、李俊の侠者としての威厳もあってか組織内でも治外法権的な立場にあった。また首領宋江に盲目的に従っている感すらある者が多いのに対し、李俊はその名声や人徳を認めつつ、あくまで彼を客観的に評価していたようである。彼を含め水軍衆は腐敗した体制に反発して闇商売などを行っていた根っからの無法者（アウトロー）が多く、宋江らの朝廷への帰順方針に度々反発している。そして終に李俊たちは全てが終った後、梁山泊と袂を分かち、中原で実現できなかった自由の天地を求め南海へと旅立っていくのである。

## 生涯
生まれは廬州で、江州掲陽嶺に流れ着き、二童、李立らとともにそこを縄張りに船頭をしていたが、裏では官憲による花石綱の費用捻出に伴う塩の値段吊り上げに反発し、その密売を行っていた。
ある時、天下に名高い義士宋江が義のために罪を犯し、江州に流されてくると聞き、出迎えるために彼を待っていたが、李立がそれを知らずに宋江一行を痺れ薬で盛り潰してしまったので、慌ててこれを介抱させ、事情を話してもてなした。さらに数日後、縄張りを接する穆兄弟、張横とトラブルを起こした宋江たちに偶然遭遇し、それも取り成した。しばらくして江州で労役に就いていた宋江が無実の罪を着せられて、牢役人の戴宗と共に処刑されるという知らせが入る。李俊たちは穆兄弟、張兄弟とともに縄張り一帯の船乗りを動員して2人を救出するべく長江を下った。江州に着くと晁蓋を初めとする梁山泊勢が2人を救出しており官軍に追われていたため、すかさず全員を船に乗せて退避する。穆弘の屋敷に逗留した後、2人に罪を着せた黄文炳に制裁を加えた後、そのまま梁山泊へ合流した。
その後は阮三兄弟らと共に水軍を組織する。物資の調達輸送や、遠征軍の輸送に尽力し、呼延灼率いる官軍が梁山泊を攻めた時は、敵将凌振の火砲によって打撃を受けるも、水中から夜襲をかけて逆襲して凌振を捕縛する。続く会戦でも奮闘した。百八星集結後は改めて水軍の総帥に任命され、これを取りまとめることになる。
朝廷の腐敗に対する反感から梁山泊入りした李俊たちだったが、その後は梁山泊首脳の方針が急速に朝廷への帰順に傾いていく。李俊たち水軍衆はそれに強く反発し、朝廷からの使者を面罵、第一次の交渉が決裂すると、水軍を率いて官軍を散々討ち破るが、ここでも捕らえた官軍の将軍を勝手に処分するなどした。しかし、結局梁山泊は朝廷に帰順、李俊たちも渋々これに従う。
その後、梁山泊は反乱討伐のため各地を転戦、李俊も田虎戦ではその本拠を水攻めで下し、王慶戦では落ち延びる王慶を捕らえる大手柄を立てる。しかし、朝廷は一向にその功に報いず、相変わらず奸臣たちが幅を利かせていた。李俊たち水軍衆の怒りは爆発し、呉用に「このままではボロ雑巾のように捨てられるだけだ。梁山泊に戻って楽しくやろうじゃないか。」と宋江に掛け合ってもらうよう相談した。しかし呉用は、宋江の決意は固いだろうから無理だろうと諭し、事実宋江は「盗賊に逆戻りするわけには行かぬ」と表明したため、計画は頓挫した。このことにより、李俊は梁山泊に半ば絶望したと思われるが、その後も義理から従った。
方臘攻めの際、太湖周辺に住む、4人の緑林の好漢、費保・倪雲・上青・狄成に出会って（最初は、方臘軍と間違って捕らわれた）、彼らと義兄弟の契りを結んだ時、「方臘攻めが終了して手柄を立ててもいずれは高俅らに疎まれて、出世はできない。もしかしたら、命まで奪われるかもしれない。それに、自由気ままな生活も出来ない。それよりは、自分たちで新天地を探して、自由気ままに暮らそうではないか」と提案されて、大いに感じ入ったところがあった李俊は、方臘攻めが終わった後、開封への道中、病気の振りをして童威や童猛と残って、上青らとともに暹羅（ただしこれは現在のタイ王国の位置ではなく、『水滸後伝』には澎湖列島の向かいの島々とある）に出航して、そこで王になったと『水滸伝』本伝に書かれている。このわずか1、2行の文を膨らませて書かれたのが『水滸後伝』である。